# Vanhoeffenura moskalevi
Vanhoeffenura moskalevi is een pissebed uit de familie Munnopsidae. De wetenschappelijke naam van de soort is voor het eerst geldig gepubliceerd in 2003 door Marina Malyutina.